# Oțelu Roșu
Oțelu Roșu (allemand : Ferdinandsberg; hongrois : Nándorhegy) est une ville du județ de Caraș-Severin, Roumanie.

## Histoire
Là se trouve un passage appelé dans l'antiquité "Portes de Fer" (à ne pas confondre avec les Portes de Fer sur le Danube). Cornelius Fuscus échouera en 86 à le franchir, mais il sera emprunté par les romains lors de leurs avancées en Dacie en 88 par Lucius Tettius Iulianus, puis en 101 par Trajan. C'est certainement le point géographique central des batailles de Tapae en 86, 88 et 101.

## Démographie
Lors du recensement de 2011, 82,23 % de la population se déclarent roumains, 1,98 % comme hongrois et 1,42 % comme allemands (0,98 % déclarent une autre appartenance ethnique et 13,35 % ne déclarent pas d'appartenance ethnique).

## Politique
| Parti | Parti                                      | Sièges |
| ----- | ------------------------------------------ | ------ |
|       | Parti national libéral (PNL)               | 7      |
|       | Parti social-démocrate (PSD)               | 9      |
|       | Alliance des libéraux et démocrates (ALDE) | 1      |